# Pré Saint-Gervais (stanice metra v Paříži)
Pré Saint-Gervais je nepřestupní stanice pařížského metra na lince 7bis v 19. obvodu v Paříži. Nachází se na křižovatce několika ulic ve východní části Paříže. Jedná se sice o konečnou stanici, vlaky zde ovšem nekončí, ale protože se jedná o jednosměrnný úsek, dále tudy pokračují do stanice Danube.

## Historie
Stanice byla otevřena 18. ledna 1911 jako součást boční větve linky 7.
Dne 27. listopadu 1921 mělo dojít k propojení s tehdejší linkou 3 a byla zprovozněna kolej do stanice Porte des Lilas, avšak nikdy se k veřejnému provozu nevyužila. Stanice Pré Saint-Gervais se proto skládá z centrálního nástupiště a dvou kolejí po stranách. Vlevo přijíždějí vlaky z Place des Fêtes a vpravá kolej slouží k jízdě vozů do depa.
Na počátku druhé světové války byla stanice uzavřena. 3. prosince 1967 se západní větev linky 7 mezi stanicemi Louis Blanc a Pré Saint-Gervais stala samostatnou linkou s označením 7bis.

## Název
Kdysi byla uprostřed polí postavena kaple sv. Gervasia, mučedníka pronásledovaného císařem Diokleciánem. Od ní pak zdejší vesnička odvodila svůj název - Pré Saint-Gervais (Luka svatého Gervasia nebo též Svatý Gervasius v Lukách). Za hranicemi Paříže se dnes rozkládá obec stejného jména.